# Donkervoort D8 GT
Pour les articles homonymes, voir Donkervoort (homonymie).
La D8 GT est une voiture de sport du constructeur automobile néerlandais Donkervoort fondé par Joop Donkervoort.

## Caractéristiques techniques
La Donkervoort D8 GT possède un moteur Audi.

## Séries limitées

### Donkervoort D8 GTO JD70
La D8 GTO JD70 célèbre les 70 ans de son fondateur Joop Donkervoort. Elle est produite à 70 exemplaires.
Elle est motorisée par un 5-cylindres 2,5 litres de 415 ch d'origine Audi lui permettant d'atteindre le 0 à 100 km/h en 2,7 s.

### Donkervoort D8 GTO JD70 BNCE
La D8 GTO JD70 BNCE, pour « Bare Naked Carbon Edition », est une version allégée de la GTO JD70 dont 95 % de la carrosserie est composée de matériaux légers et dont la majorité est visible. Elle fait partie des 70 exemplaires de JD70.